# Lorenzo Avagnina
Lorenzo Avagnina (Fossano, 14 novembre 1980) è un ex giocatore di baseball italiano.

## Carriera

### Club
Avagnina ha costruito in Piemonte, sua regione natale, la prima parte della sua carriera: cresce e debutta in Serie B nel Fossano al fianco del fratello Sergio, poi insieme al fratello va ai Grizzlies Torino dove contribuisce alla promozione in A2, quindi è tra gli artefici del passaggio di Avigliana nel massimo campionato.
Nel frattempo, dopo aver accantonato il ruolo di lanciatore del tutto o quasi, si trasferisce a Bbc Grosseto dove rimane una stagione. Poi trascorre un biennio al Rimini Baseball, prima di approdare al San Marino Baseball nel 2011, con cui vincerà tre scudetti nei suoi primi tre anni di permanenza, ma anche due Coppa dei Campioni nel 2011 e nel 2014.
Al termine della stagione 2020, conclusa con la sconfitta dei sammarinesi nelle finali scudetto contro Bologna, annuncia il suo ritiro dal baseball giocato all'età di 40 anni.

### Nazionale
"Lole", così soprannominato, ha debuttato nella Nazionale di baseball dell'Italia nel 2006 con la convocazione per la Coppa Intercontinentale di quell'anno giocata a Taiwan.
Al termine della stagione 2015, ha al suo attivo 83 presenze nella nazionale italiana.
Con la squadra azzurra è stato MVP degli Europei 2012, e ha disputato il World Baseball Classic 2013.

## Palmarès

### Club
- Campionati italiani: 3

San Marino: 2011, 2012, 2013
- European Cup: 2

San Marino: 2011, 2014

### Nazionale
- Campionati europei: 2

Italia: 2010, 2012